# ERx
ERx (مخفف انگلیسی: Estrogen Receptor x) یک گیرنده استروژن غشایی (mER) است که در سال ۲۰۱۲ شناسایی شد. برخلاف گیرنده‌های کلاسیک استروژن مانند ERα و ERβ که در هسته سلول قرار دارند، ERx به عنوان گیرنده غشایی عمل می‌کند و مکانیسم عمل آن مستقل از مسیرهای رونویسی ژنی سنتی است. این گیرنده با استفاده از تکنیک‌های آزمایشگاهی خاصی مانند استفاده از استرادیول کونژوگه با آلبومین سرم گاوی (E2-BSA) که قادر به عبور از غشای سلولی نیست، شناسایی شده است.

## ویژگی‌های مولکولی
ERx ساختار متفاوتی نسبت به گیرنده‌های استروژن شناخته‌شده دارد. مطالعات اولیه نشان می‌دهد این گیرنده فاقد دامنه اتصال به DNA است و احتمالاً از طریق مسیرهای انتقال پیام سریع سلولی عمل می‌کند. وزن مولکولی آن حدود ۵۲ کیلو دالتون تخمین زده می‌شود، اما توالی دقیق ژنی آن هنوز شناسایی نشده است.

## مکانیسم شناسایی
کشف ERx با استفاده از ترکیب E2-BSA (استرادیول متصل به آلبومین) انجام شد که به دلیل اندازه بزرگ مولکولی، قادر به نفوذ به داخل سلول نیست و تنها به گیرنده‌های سطح غشا متصل می‌شود. در این مطالعات، از آنتاگونیست‌های اختصاصی گیرنده‌های ERα/ERβ (فولوسترانت) و GPER (G-15) استفاده شد تا اثبات شود پاسخ‌های مشاهده‌شده ناشی از گیرنده‌ای جدید هستند.

## عملکرد بیولوژیک
اگرچه نقش دقیق ERx هنوز ناشناخته است، مطالعات اولیه نشان می‌دهد این گیرنده ممکن است در موارد زیر مشارکت داشته باشد:  
- تنظیم سریع پاسخ‌های سلولی به استروژن (در عرض چند دقیقه)
- تعدیل فعالیت کینازهای وابسته به سیگنال‌های سلولی مانند MAPK/ERK
- تأثیر بر متابولیسم کلسیم داخل سلولی[۴]

## اهمیت بالینی
برخی پژوهش‌ها ارتباط احتمالی بین ERx و پیشرفت سرطان پستان را مطرح کرده‌اند. به نظر می‌رسد این گیرنده در سلول‌های مقاوم به درمان‌های ضداستروژنی مانند تاموکسیفن نیز فعال باقی می‌ماند. با این حال، برای تأیید این یافته‌ها به مطالعات بیشتری نیاز است.

## چالش‌های پژوهشی
مهم‌ترین موانع در مطالعه ERx عبارتند از:  
- نبود آنتی‌بادی یا پروب اختصاصی برای شناسایی دقیق
- شباهت ساختاری احتمالی با سایر گیرنده‌های استروژن غشایی
- محدودیت در روش‌های تفکیک پاسخ‌های ERx از سایر گیرنده‌ها